# Amblyseius waltersi
Amblyseius waltersi är en spindeldjursart som beskrevs av Schicha 1981. Amblyseius waltersi ingår i släktet Amblyseius och familjen Phytoseiidae. Inga underarter finns listade i Catalogue of Life.